# Ophionephthys
Ophionephthys is een geslacht van slangsterren uit de familie Amphiuridae.

## Soorten
- Ophionephthys difficilis (Duncan, 1887)
- Ophionephthys limicola Lütken, 1869
- Ophionephthys lowelli A.M. Clark, 1974